# Kazimierz Bobula
Kazimierz Bobula (ur. 1936 w Kowlu, w województwie wołyńskim, zm. 2019) – sybirak. 

## Życiorys
Urodził się w 1936 roku w Kowlu. Zesłany do Nowosybirska 10 lutego 1940 roku razem z rodziną. 
Na ziemię ząbkowicką przybył w 1946 roku. Należał do współzałożycieli Koła Sybiraków w Bardzie, którego był wiceprezesem od 1997 roku, od 2001 - prezesem, a od 2015 - Honorowym Prezesem. W 2006 roku za swoją działalność otrzymał Krzyż Zesłańców Sybiru, w 2013 roku Medal „Pro Patria”. W 2004 roku został uhonorowany tytułem Zasłużony dla Gminy Bardo, a 11 listopada 2018 roku otrzymał wyróżnienie z okazji 100-lecia Odzyskania Niepodległości. 
Zmarł w roku 2019, pochowany na cmentarzu w Bardzie. 